# Трошева (Белоевское сельское поселение)
Трошева — деревня в Кудымкарском районе Пермского края. Входила в состав Белоевского сельского поселения. Располагается на левом берегу реки Сылвы северо-западнее от города Кудымкара. Расстояние до районного центра составляет 24 км. По данным Всероссийской переписи населения 2010 года, в деревне проживало 37 человек (20 мужчин и 17 женщин).

## История
По данным на 1 июля 1963 года, в деревне проживало 59 человек. Населённый пункт входил в состав Белоевского сельсовета.